# Raptors de Naucalpan
Stade
Les Raptors de Naucalpan sont une équipe mexicaine de football américain basée à Naucalpan de Juárez, dans l'état de Mexico. Ils appartiennent à la Ligue mexicaine de football américain professionnel (LFA) et, avec les Condors, les Eagles et les Mayas, sont l'une des 4 équipes fondatrices de la ligue lors de la saison 2016 de la LFA. Les Raptors atteignent le Tazón México à deux reprises. Cependant, ils n'ont pas encore été en mesure d'obtenir le championnat national,. Leurs matchs à domicile se jouent depuis 2019 au Campo de la FES Acatlán. Auparavant, durant la saison 2018, ils évoluent au stade José Ortega Martínez de l'université del Valle de Mexico et lors de leurs deux premières saisons au stade Jesús Martínez "Palillo" tout comme leurs trois concurrents.

## Histoire
L'équipe est fondée le 4 novembre 2015.

### Saison 2016
Le premier match de l'histoire des Raptors a lieu le dimanche 21 février 2016 à 11 h et se soldera par une défaite contre les Mayas sur le score de 6-34. Ils perdront également le match suivant contre les Eagles mais ensuite, les protégés du head coach Rafael Duk aligneront 4 victoires pour terminer deuxième de la ligue et se qualifier pour le premier Tazón México,. Ils y retrouvent les Mayas qui les ont battus lors de la première journée. La défaite est de nouveau au rendez-vous puisqu'ils sont battus 29-13.

### Saison 2017
Au début de l'année 2017, les Mayas deviennent la première équipe franchisée de la ligue et des pourparlers avancés sont en cours pour que les Raptors et les Dinos fassent de même.
La saison 2017 commence cette fois par une victoire, contrairement à l'année passée. Les Raptors se défont des Condors sur le score de 13-10, et continuent la semaine suivante en battant les Dinos 34-27. Cette victoire intervient après une remontée, les Dinos menant d'abord 20-0 avant que les Raptors ne réagissent.
Ils terminent la saison à la première place de la Division Nord « Under Armour » avec un bilan de 5-2 et se qualifient pour les demi-finales, le match de championnat de division, contre les Dinos. Malheureusement, il n'atteignent pas leur second Tazón México consécutif, étant battus 13-10 par les nordistes.

### Saison 2018
Les pourparlers pour trouver un investisseur privé ayant abouti, les Raptors deviennent également un club franchisé grâce à Juan Luis Montero, qui apporte quelques changements à l'équipe. Le premier est le déménagement au stade José Ortega Martínez, de l'UVM à Naucalpan, devenant ainsi la première équipe à délaisser le « Palillo » où évoluaient tous les clubs lors des deux premières saisons. Un nouvel entraîneur est engagé en la personne de Guillermo Gutiérrez Valdovinos.
La saison 2018 débute par deux victoires, l'une contre les champions en titre, les Mayas, que la « Furia Verde » écrase 32-0, la deuxième contre les Condors, 46-26.
Le bilan final sera négatif cette fois, 3-4, mais la deuxième place de la division leur assure une nouvelle participation aux playoffs. En finale de division, leur adversaire est le même que l'année dernière mais cette fois ce sont les Verts qui l'emportent sur le score de 21-6, avançant au second Tazón México de leur histoire.
Le moment de gloire n'est pas encore venu puisque les Mexicas dominent et humilient les Raptors, remportant la victoire sur le score de 17-0.

### Saison 2019
Un nouveau déménagement marque l'avant-saison 2019. La franchise quitte le stade de l'UVM après un an seulement et jouera ses matchs à domicile aux terrains de football américain de la FES Acatlan, propriété de la UNAM.
L’équipe de l'État de Mexico termine la saison régulière avec un bialn de 6-2 et est couronnée championne de la division Nord après avoir battu l’équipe des Fundidores lors d’un match historique pour la LFA qui s’est terminé en prolongation, par un marqueur historique de 100 points combinés (53-47). Les Raptors reviennent au Tazón México pour la troisième fois de leur histoire, affrontant cette fois l'équipe des Condors à l'Estadio Azul. Le 12 mai 2019, 18 000 spectateurs se réunissent dans le stade pour assister au Tazón México IV. Un match cardiaque se termine avec la révision d'un jeu controversé et qui donné la victoire aux Condors. Les Raptors sont partis les mains vides pour la troisième fois de leur histoire.

### Saison 2020
Pour la quatrième année consécutive, les Raptors déménagent, cette fois du terrain la FES Acatlán vers le stade José Ortega Martínez, qu'ils occupaient déjà pendant la saison 2018. Juan Luis Montero quitte son poste de franchisé de la LFA et a été remplacé par le groupe IPS.

## La draft
En échange du QB Bruno Márquez, les Raptors donnent aux Condors leurs sélections du premier, quatrième et septième tour de la Draft 2018.
| Tour | Sél | Prénom           | Nom              | Université      |
| ---- | --- | ---------------- | ---------------- | --------------- |
| 2    | 9   | Emigdio Palacios | Alcala           | Burros Blancos  |
| 3    | 15  | Deion Sixto      | Correa Viazcán   | Linces UVM      |
| 5    | 27  | Ramon Arturo     | Lopez Zepeda     | Potros Salvajes |
| 6    | 33  | Carlos           | Garcia Contreras | Potros Salvajes |

## Les joueurs
| N° | Joueur                           | Pos   | Poids | Taille | Âge | Équipe universitaire |
| -- | -------------------------------- | ----- | ----- | ------ | --- | -------------------- |
| 1  | SALVADOR SIERRA LOPEZ            | RB    | 78    | 1.71   | 28  | BORREGOS ITESM MTY   |
| 2  | SERGIO ARZAVE AGUILAR            | LB    | 80    | 1.62   | 27  | BURROS BLANCOS IPN   |
| 3  | DAN AVILA GOMEZ                  | RB/WR | 86    | 1.75   | 31  | FRAILES UT           |
| 4  | ENRIQUE GUERRERO ROMERO          | LB    | 78    | 1.77   | 33  | LINCES UVM           |
| 5  | MARCOS GERALD ALVARADO GARZA     | LB    | 93    | 1.73   | 37  | AGUILAS BLANCAS IPN  |
| 6  | GONZALO DE LA ROSA III MARTINEZ  | LB    | 97    | 1.79   | 29  | LINCES UVM           |
| 7  | OSCAR EUGENIO MEZA MATUS         | DL    |       |        |     |                      |
| 8  | JAVIER IVAN PEREZ GARZA          | DB    | 80    | 1.78   | 34  | AGUILAS BLANCAS IPN  |
| 9  | JULIO CESAR LUJAN SOTO           | LB    | 91    | 1.78   | 34  | FRAILES UT           |
| 10 | RAMÓN ARTURO LOPEZ MONTES ZEPEDA | LB    | 85    | 1.73   | 27  | POTROS UAEM          |
| 11 | ERICK ARZATE QUINTANILLA         | DB    | 85    | 1.80   | 31  | PUMAS CU             |
| 12 | BRUNO DANIEL MARQUEZ ALBARRAN    | QB    | 86    | 1.9    | 29  | PUMAS CU             |
| 13 | ALVARO JESÚS CAMACHO SOLIS       | QB    | 78    | 1.70   | 28  | BURROS BLANCOS IPN   |
| 14 | ARTURO SANCHEZ TORRES            | QB    |       |        |     |                      |
| 16 | IVAN JAVIER GARCÍA LARA          | WR    | 78    | 1.80   | 34  | LINCES UVM           |
| 17 | EDGAR EUMIR CAMACHO HERRERA      | LB    | 103   | 1.78   | 37  | AGUILAS BLANCAS IPN  |
| 18 | DAVID ROSALES ROBLES             | RB    | 103   | 1.83   | 30  | LINCES UVM           |
| 19 | JOSE MANUEL BARRIOS ORTEGA       | WR    | 78    | 1.67   | 28  | ANAHUAC NORTE        |
| 20 | DEION SIXTO CORREA VILLAZCAN     | DB    |       |        |     |                      |
| 21 | FERNANDO RAMIREZ PAREDES         | DB    | 78    | 1.73   | 34  | LINCES UVM           |
| 23 | ALFREDO CASTELLANOS PALACIOS     | DB    |       |        |     |                      |
| 24 | LUIS FERNANDO GONZALEZ GUTIERREZ | DB    | 89    | 1.78   | 38  | FRAILES UT           |
| 25 | MIGUEL ANGEL MORGADO RAMIREZ     | WR    | 116   | 1.92   | 30  | AGUILAS BLANCAS IPN  |
| 32 | PABLO ISAAC CASAS TORRES         | DL    |       |        |     |                      |
| 34 | ALBERTO RUIZ LAGUNAS             | RB    | 92    | 1.82   | 28  | LINCES UVM           |
| 43 | RAUL ALEJANDRO ARNAIZ XIMELLO    | DL    | 104   | 1.82   | 29  | FRAILES UT           |
| 44 | JUAN CARLOS CASTILLO NAJERA RUBI | FB    |       |        |     |                      |
| 51 | JORGE NAVA JIMENEZ               | OL    | 106   | 1.8    | 25  | LINCES UVM           |
| 53 | JUAN PABLO FRANCO HERNANDEZ      | OL    | 118   | 1.89   | 30  | BORREGOS ITESM CEM   |
| 54 | JOSUE TORRES GONZALEZ            | OL    | 128   | 1.87   | 27  | BORREGOS             |
| 58 | JONATHAN URIEL CREO GONZALEZ     | OL    | 114   | 1.89   | 30  | LINCES UVM           |
| 61 | MARIO RODRIGUEZ VALLEJO          | OL    | 130   | 1.9    | 29  | TIGRES UANL          |
| 69 | DIEGO RUIZ HELGUERA              | DL    | 140   | 1.87   | 35  | BORREGOS ITESM CEM   |
| 72 | JOSUE GABRIEL NAVARRO ROJAS      | OL    | 165   | 1.95   | 29  | LINCES UVM           |
| 73 | ROBERTO DOMINGUEZ PÉREZ          | OL    | 135   | 1.98   | 32  | LINCES UVM           |
| 78 | DARIO MARTINEZ GALLARDO          | OL    | 150   | 1.88   | 30  | LINCES UVM           |
| 81 | ERIK AGUILAR ROCHA               | WR    |       |        |     |                      |
| 86 | ENRIQUE BARRAZA PERALTA          | WR    | 87    | 1.82   | 28  | LINCES UVM           |
| 91 | SERGIO FLORES CASTRO             | DL    | 95    | 1.79   | 35  | LINCES UVM           |
| 93 | EMIGDIO PALACIOS ALCALA          |       |       |        |     |                      |
| 95 | ALAN RETAUD HERNANDEZ            | DL    | 116   | 1.82   | 26  | FRAILES UT           |
| 97 | RICARDO FRANCO AZUA              | DL    | 102   | 1.93   | 38  | LINCES UVM           |
| 99 | FELIX ROBERTO GUERRERO SANCHEZ   | DL    | 141   | 1.86   | 33  | ITQ QUERETARO        |

## Les statistiques
| Saison | Entraîneur          | Saison régulière | Saison régulière | Saison régulière  | Playoffs | Playoffs | Playoffs                                    |
| Saison | Entraîneur          | Bilan            | Pct              | Classement        | Bilan    | Pct      | Résultat                                    |
| 2016   | Rafael Duk          | 4-2              | 0.666            | 2e de la Ligue    | 0-1      | 0.000    | Défaite au Tazón México I Mayas 29-13       |
| 2017   | Rafael Duk          | 5-2              | 0.714            | 1er Division Nord | 0-1      | 0.000    | Défaite Championnat de division Dinos 13-10 |
| 2018   | Guillermo Gutiérrez | 3-4              | 0.429            | 2e Division Nord  | 1-1      | 0.500    | Défaite au Tazón México III Mexicas 17-0    |
| 2019   | Guillermo Gutiérrez | 6-2              | 0.750            | 1er Division Nord | 1-1      | 0.500    | Défaite au Tazón México IV Condors 20-16    |

## Le calendrier
| Semaine | Date       | Heure | Adversaire |
| ------- | ---------- | ----- | ---------- |
| 1       | 23 février | 16 h  | Osos       |
| 2       | 2 mars     | 18 h  | Dinos      |
| 3       | 8 mars     | 21 h  | Fundidores |
| 4       | 17 mars    | 15 h  | Mexicas    |
| 5       | 24 mars    | 12 h  | Mayas      |
| 6       | 30 mars    | 13 h  | Osos       |
| 7       | 6 mars     | 12 h  | Fundidores |
| 8       | 13 mars    | 16 h  | Dinos      |